# Distrito electoral 17 (Illinois)
El distrito electoral 17 (en inglés: Precinct 17) es un distrito electoral ubicado en el condado de Monroe en el estado estadounidense de Illinois. En el Censo de 2010 tenía una población de 833 habitantes y una densidad poblacional de 753,22 personas por km².

## Geografía
Según la Oficina del Censo de los Estados Unidos, tiene una superficie total de 1.11 km², de la cual 1.11 km² corresponden a tierra firme y (0%) 0 km² es agua.

## Demografía
Según el censo de 2010, había 833 personas residiendo en el distrito electoral 17. La densidad de población era de 753,22 hab./km². De los 833 habitantes, el distrito electoral 17 estaba compuesto por el 96.28% blancos, el 0.12% eran afroamericanos, el 0.84% eran amerindios, el 0.72% eran asiáticos, el 0% eran isleños del Pacífico, el 0.36% eran de otras razas y el 1.68% pertenecían a dos o más razas. Del total de la población el 2.04% eran hispanos o latinos de cualquier raza.